# High Level Structure

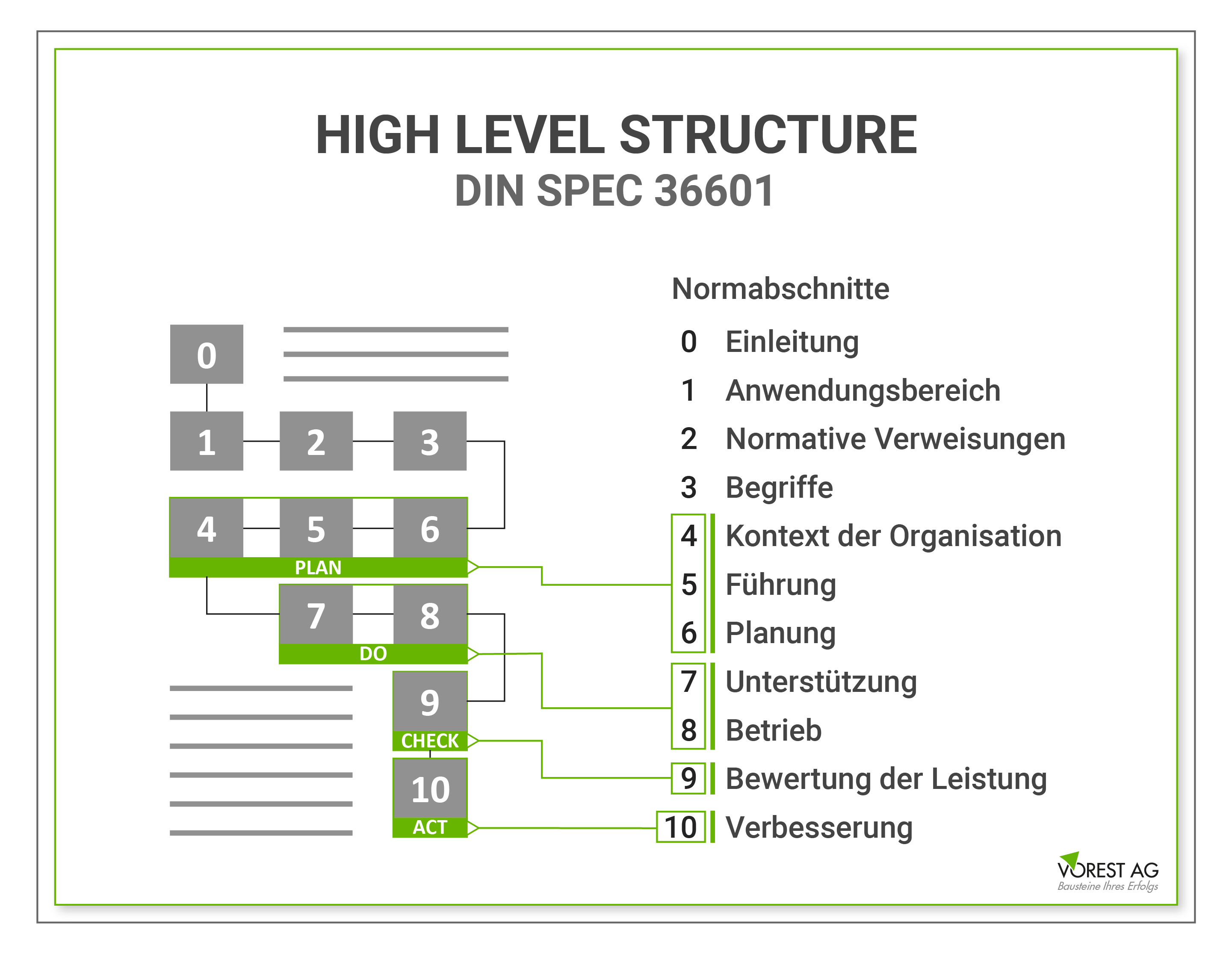
High Level Structure und PDCA

Die High Level Structure (HLS) ist eine durch die Internationale Organisation für Normung (ISO) in den ISO/IEC Directives im Jahr 2012 durch den Annex SL veröffentlichte Grundstruktur für Managementsystemnormen. Diese Standardisierung soll dafür sorgen, dass die Anwendung der einzelnen Normen innerhalb eines integrierten Managementsystems durch ihre gleiche Struktur erleichtert wird.

## Ziele & Zweck
Durch die High Level Structure erhalten die Managementsystemnormen alle die gleiche Grundstruktur, unabhängig vom behandelten Themengebiet. Dazu gehört unter anderem eine gemeinsame Struktur des Inhaltsverzeichnisses mit gleichen Kapiteln. Dadurch können die Managementsysteme leichter implementiert und gepflegt oder auch zu einem integrierten Managementsystem kombiniert werden. Außerdem wurden gemeinsame Begriffe und Definitionen eingeführt, was die Arbeit mit mehreren Normen ebenfalls vereinfacht und Widersprüche vermeidet. Die gleiche Struktur der Abschnitte sorgt zudem dafür, dass die Anforderungen über alle Managementnormen hinweg einheitlich dargestellt werden können.
Ebenso erleichtert die High Level Structure interne und externe Audits, denn die Auditierung mehrerer Systeme in einem kombinierten Audit wird durch die vergleichbare Struktur vereinfacht.
Die erste Norm, die im Aufbau der High Level Structure veröffentlicht wurde, war die ISO/IEC 27001 im Jahr 2013.

## Abschnitte
Eine Managementsystem-Norm, die der High Level Structure folgt, besteht aus den nachfolgenden zehn Abschnitten.
Abschnitt 1 – Anwendungsbereich
Dieser Abschnitt stellt den Anwendungsbereich der Norm dar.
Abschnitt 2 – Normative Verweisungen
Der Abschnitt „Normative Verweisungen“ enthält eventuelle Verweise auf andere Normen.
Abschnitt 3 – Begriffe
Dieser Abschnitt enthält Erläuterungen verschiedener Begrifflichkeiten.
Abschnitt 4 – Kontext der Organisation
In diesem Abschnitt soll der Zweck der Tätigkeiten einer Organisation erläutert werden. Ebenfalls werden unter anderem die interessierten Parteien und deren Forderungen und Erwartungen identifiziert.
Abschnitt 5 – Führung
Dieser Abschnitt beschäftigt sich mit der obersten Leitung einer Organisation. Dabei geht es unter anderem um die Verteilung verschiedener Verantwortlichkeiten und Befugnisse innerhalb der Organisation.
Abschnitt 6 – Planung
Der Abschnitt „Planung“ soll der Organisation Orientierung geben. Dabei steht unter anderem die Ermittlung der Risiken und Chancen, also der risikobasierte Ansatz, im Mittelpunkt.
Abschnitt 7 – Unterstützung
Dieser Abschnitt beschäftigt sich mit den unterstützenden Prozessen. Diese bilden den Rahmen für die sogenannten Kernprozesse.
Abschnitt 8 – Betrieb
Dieser Abschnitt beschäftigt sich schließlich mit den Kernprozessen. Das Ziel ist die Sicherstellung, dass Produkte und Dienstleistungen den Anforderungen der Kunden gerecht werden.
Abschnitt 9 – Bewertung der Leistung
Der Abschnitt „Bewertung der Leistung“ beschäftigt sich mit der Überwachung des jeweiligen Managementsystems und der Analyse entsprechender Ergebnisse. Damit kann überprüft werden, ob das System wirksam ist und die definierten Qualitätsziele eingehalten werden.
Abschnitt 10 – Verbesserung
Der letzte Abschnitt der High Level Structure beinhaltet die stetige Verbesserung des eingeführten Systems. Dabei werden unter anderem Nichtkonformitäten und die Einleitung entsprechender Maßnahmen behandelt.

## DIN SPEC 36601
Die deutsche Übersetzung der Annex SL festgelegte High Level Structure wurde im DIN-Fachbericht DIN SPEC 36601 veröffentlicht. Die Erarbeitung erfolgte durch den DIN-Normenausschuss Organisationsprozesse zusammen mit dem Austrian Standards International (ASI) und der Schweizerischen Normenvereinigung (SNV). Ebenfalls beteiligt waren Experten aus verschiedenen Managementsystemdisziplinen. Damit bietet die DIN SPEC 36601 die Basis für alle deutschen Übersetzungen von Managementsystemnormen, sofern die High Level Structure die Grundlage für diese darstellt.

## HLS und PDCA-Zyklus
Die neuen Abschnitte der HLS orientieren sich am PDCA-Zyklus. Dabei werden den Phasen folgende Abschnitte zugeordnet:
- Plan: Abschnitt 4, Abschnitt 5, Abschnitt 6
- Do: Abschnitt 7, Abschnitt 8
- Check: Abschnitt 9
- Act: Abschnitt 10

## Normen mit High Level Structure
- ISO 9001: Qualitätsmanagementsysteme; HLS ab Fassung 2015
- ISO 14001: Umweltmanagement; HLS ab Fassung 2015
- ISO 45001: Arbeitsschutzmanagement; HLS ab erster Fassung (2018)
- ISO 50001: Energiemanagement; HLS ab Fassung 2018
- ISO/IEC 27001:  Informationssicherheitsmanagement; HLS ab Fassung 2013
- ISO 37301: Compliancemanagment; HLS ab erster Fassung (2021); auch die Vorgängernorm ISO 19600:2014 war nach HLS aufgebaut
- ISO 22301: Betriebliches Kontinuitätsmanagement; HLS ab Fassung 2019
- ISO/IEC 80079-34: Qualitätsmanagementsysteme für die Herstellung von Ex-Produkten; HLS ab erster Fassung (2018)
- ISO/IEC 17025: Allgemeine Anforderungen an die Kompetenz von Prüf- und Kalibrierlaboratorien; HLS ab Fassung 2017 (ISO/IEC) bzw. 2018 (DIN EN)
- ISO 22163, ISO/TS 22163: Bahnstandard „IRIS“; HLS ab Fassung 2017 (ISO/TS) bzw. 2023 (ISO)
- ISO 55000: Asset Management – Managementsysteme; HLS ab erster Fassung (2014)
- EN 9100 / AS9100: Qualitätsmanagementsysteme – Luftfahrt, Raumfahrt und Verteidigung; HLS ab Fassung 2018
- ÖNORM D 4901: Risikomanagement für Organisationen und Systeme – Anforderungen an das Risikomanagementsystem – Anleitung zur Umsetzung der ISO 31000; HLS ab erster Fassung (2021)